# Merrilliopanax
Merrilliopanax és un gènere de plantes amb flor de les família de les araliàcies, que comprèn cinc espècies, tres de les quals incloses dins el subgènere Airampora. Són endèmiques de Yunnan, Xina.